# ボンカーズ (アニメ)
『ボンカーズ』（原題：Bonkers）は、ウォルト・ディズニー・テレビジョン・アニメーションが制作したアメリカ合衆国のテレビアニメ。アメリカでは1993年9月4日から1994年2月23日までに全61話と短編集4話が放送された。

## 概要
本作は既存のディズニー作品のキャラクターではなく、新規に生み出されたキャラクターであるボンカーズを中心としたアニメ作品となっている。元々本作は放送の前年には制作が進められていたが、制作の遅れから本作を放送する代わりに『Raw Toonage』という本作と同じくディズニーが制作したオムニバスアニメ番組にボンカーズを先行出演という形で登場させるなどの事前紹介が行われていた。
数年前に公開された『ロジャー・ラビット』に近い等身大の人間とカートゥーンキャラクターが共存する世界を舞台とし、警察官として事件解決を目指すボンカーズとラッキー・ピクエル、ミランダ・ライトといった人間のパートナーとの活躍を描く。
回によっては他のディズニーキャラクターがゲストで登場したり、メインキャラクターから存在が言及されるなど他作品との世界観が一部共有されている描写が一部の回で挟まれているのも特徴である。
アメリカのDisney+では2019年11月12日から本作の配信が行われている。

## ストーリー
ワッキートゥーン・スタジオが制作する大人気番組、「彼はボンカーズ!」で主役として出演していたボンカーズは他番組との視聴率競争に負け、番組の人気が低下したことで解雇されてしまう。ボンカーズは露頭に迷う中、強盗に襲われるドナルド・ダックの現場に出くわし、付近で夜間のパトロールを行っていたハリウッド警察に所属するラッキー・ピクエル刑事もろとも巻き込んで偶然にも事件を解決した。この功績とボンカーズが証言した番組出演の経験を有益なものと判断したカニフキー署長は、ボンカーズにハリウッド警察への就職を提示し、ボンカーズ自身も了承して警察官として働くこととなったのである。
こうしてボンカーズは新たに新設されたトゥーン部で、警部補に昇進した上司のラッキー・ピクエルと共に騒動を起こしつつも様々な事件を解決するのであった。
その後、FBI捜査官としてワシントンD.C.へ転属となったラッキー・ピクエルと入れ替わる形で女性警察官のミランダ・ライト巡査が後任となり、ボンカーズの二代目パートナーとして新たに事件を解決していくのであった。

## 登場キャラクター

### メインキャラクター
ボンカーズ・D・ボブキャット（Bonkers D. Bobcat）
声 - ジム・カミングス
本作の主人公。名前の通りボブキャットのような外観をしているカートゥーンキャラクターである。元は看板番組を持ったスターであったが、紆余曲折を得て強盗事件の解決後にハリウッド警察トゥーン部の警察官として働くこととなった。
就任当初は上司であるピクエルと行動を共にしており、ボンカーズ自身が騒動の元としてトラブルを引き起こすことが常態化していた。一方で、ミランダと行動を共にするようになってからは逆にトラブルに巻き込まれる場面が増加するようになっている。
ラッキー・シャーリー・ピクエル（Lucky Shirley Piquel）
声 - ジム・カミングス
ハリウッド警察トゥーン部の部長。家族に妻のディランドラ（Dilandra "Dyl" Piquel、声 - エイプリル・ウィンチェル）と脚本家である娘のマリリン（Marilyn Piquel、声 - シェリー・リン）を持つ。
夜間勤務で公園の見回りを行っていた際に前述の事件に巻き込まれるが、大柄なピクエルの体格を見てボンカーズの手助けを行ったと勘違いしたカニフキー署長の判断で、刑事から警部補に昇進しトゥーン部を任された。
当初はボンカーズを始めとしたカートゥーン関連を毛嫌いしていたが、ボンカーズと行動を共にしていく内に緩和されていき、転属の際には別れを惜しむまでになっていた。
後にFBI捜査官としてワシントンD.C.へ転属となり、家族及びトゥーン部の一部メンバーと共に旅立っていった。
ミランダ・ライト（Miranda Wright）
声 - カーラ・デヴィート
ハリウッド警察の女性警察官。ピクエルの後任となる形でボンカーズの二代目パートナーを任された。
ピクエルとは異なり、カートゥーンキャラクターに対しては基本的に動じないなど寛容な姿勢を取る場面が多い。
身内に記者として働く姉のシャーリー・ライト（Shirley Wright、声 - エリン・グレイ）と甥にあたるティミー・ライト（Timmy Wright、声 - デイナ・ヒル）がいる。

### ボンカーズの友人・共演者
フォール・アパート・ラビット（Fall Apart Rabbit）
声 - フランク・ウェルカー
スター時代のボンカーズを支えていた兎のスタントマン。体の一部を取り外せる身体能力を持つが、基本的に失敗する行動を取ってしまう。
フォーン・ディア（Fawn Deer）
声 - ナンシー・カートライト
「彼はボンカーズ!」でボンカーズと共演経験のある鹿の女性。ボンカーズは彼女を恋愛対象として見ており、彼女自身もボンカーズに対してキスをするなど好意的に接している。

### ハリウッド警察
レナード・カニフキー（Leonard Kanifky）
声 - アール・ボーエン
ハリウッド警察の署長、ボンカーズとラッキー・ピクエルの上司。
フランシス・Q・グレーティング（Francis Q. Grating）
声 - ロン・パールマン
ボンカーズとミランダ・ライトの上司。ラッキー・ピクエルと似た性質を持ち、ボンカーズを邪険に扱う。

### その他
ジッター・A・ドッグ（Jitters A. Dog）
声 - ジェフ・ベネット
小柄で神経質な性格の犬。登場するたびにボンカーズなどが起こす騒動により被害に合う。
『Raw Toonage』では殆どの回で登場したが本作では脇役程度の扱いとなる。
グランブルズ・グリズリー（Grumbles Grizzly）
声 - ロジャー・バンパス
『Raw Toonage』ではボンカーズのボスとして登場したハイイログマ。本作でも一部の回に登場する。

## 主題歌
オープニング「ボンカーズのテーマ」
歌 - ジム・カミングス
作詞・作曲・編曲 - ランディ・ピーターセン、ケビン・クイン
本作のテーマソング、歌詞の内容では「犯人は必ず逮捕する」がテーマとなっている。

## スタッフ
※各話EDより抜粋。
- 原作 - グレッグ・ワイズマン
- 監修プロデューサー - ボブ・ハスコック
- プロデューサー - ロバート・テイラー
- 監督 - ロバート・テイラー、ロイ・ウィルソン、デビッド・ブロック、ラリー・レイサム
- 音楽 - マーク・ワターズ
- 各話制作協力 - WDAJ、WDAA、ケネディ・カートゥーン、ソヌアニメーション、ギマラエス・プロダクション、トゥーンシティ、ムービング・イメージ・インターナショナル[注 1]
- 製作 - ウォルト・ディズニー・テレビジョン・アニメーション

## 各話リスト
アメリカでの本放送を基準に記載。
| # | S#      | 原題                             | 放送日        |
| --- | ------- | -------------------------------- | ------------- |
| 1 | G2-01   | Going Bonkers (1)                | 1993年 9月4日 |
| W・W・ワッキーは、ボンカーズと他の俳優仲間が出演する番組制作を打ち切る。それから、コレクターという犯罪者が、ボンカーズの俳優仲間を攫う。ボンカーズは、パートナーのラッキー・ピクエルと共にトゥーンの行方不明事件を解決する。 |         |                                  |               |
| 2 | G2-02   | Going Bonkers (2)                | 9月4日        |
| ファール・アパートがいなくなってしまい、ボンカーズは急いで捜したところを、ドゥードルズに捕まってしまう。トゥーツは、ピクエルをコレクターのアジトに向かい、ボンカーズを救う。コレクターはボンカーズに捕まり、俳優を取り戻し、事件は解決する。 |         |                                  |               |
| 3 | G2-03   | In the Bag                       | 9月6日        |
| 4 | G2-04   | Hear No Bonkers, See No Bonkers  | 9月7日        |
| 5 | G2-05   | Out of Sight, Out of Toon        | 9月8日        |
| 6 | G2-06   | Is Toon Fur Really Warm?         | 9月9日        |
| 7 | G2-07   | Calling All Cars                 | 9月10日       |
| 8 | G2-08   | Fall Apart Bomb Squad            | 9月13日       |
| 9 | G2-09   | In Toons We Trust                | 9月14日       |
| 10 | G2-10   | Never Cry Pig                    | 9月15日       |
| 11 | G2-11   | Hamster Houseguest               | 9月16日       |
| 12 | G2-12   | The Cheap Sheep Sweep            | 9月17日       |
| 13 | G2-13   | The Day the Toon Stood Still     | 9月20日       |
| 14 | G2-14   | Weather or Not                   | 9月21日       |
| 15 | G2-15   | Basic Spraining                  | 9月22日       |
| 16 | G2-16   | Once in a Blue Toon              | 9月23日       |
| 17 | G2-17   | Luna-Toons                       | 9月24日       |
| 18 | G2-18   | Time Wounds All Heels            | 9月27日       |
| 19 | G2-19   | Poltertoon                       | 9月28日       |
| 20 | G2-20   | Hand Over the Dough              | 9月29日       |
| 21 | 短編集1 | The Rubber Room Song             | 9月30日       |
| 22 | G2-21   | Tune Pig                         | 10月1日       |
| 23 | G3-01   | New Partners on the Block        | 10月4日       |
| 24 | G3-02   | Witless for the Prosecution      | 10月5日       |
| 25 | G1-04   | Bobcat Fever                     | 10月6日       |
| アル・バーミンは新作映画に出演して有名になろうと、大人気女優のシェリル・ジャームを騙してボンカーズの脳を攻撃しようとする。ミランダとドレイク教授は、ボンカーズを守るためにシェリルの攻撃を止める。 |         |                                  |               |
| 26 | G1-08   | What You Read Is What You Get    | 10月7日       |
| 27 | G3-03   | New Partners on the Block        | 10月8日       |
| 28 | G1-01   | Trains, Toons and Toon Trains    | 10月11日      |
| スティフ・リップス・サリヴァンは、盗まれた宝石の隠し場所を知っているとしてミランダ警部とボンカーズに電車で護送される。その電車に乗っていた2人組の悪面カップルもその宝石に興味深々だったが、最後はボンカーズに捕まってトゥーン警察本部に連行された。                                                                                                |         |                                  |               |
| 29 | G3-04   | Quibbling Rivalry                | 10月12日      |
| 30 | G1-05   | The Toon That Ate Hollywood      | 10月13日      |
| ピエロのグルーミーと相棒のカエルのギグルスは、ユーモライザーでドレイク教授とトゥーンたちのユーモアを奪う。ミランダとボンカーズは、グルーミーとギグルスの足場を追う。しかし、グルーミーがユーモライザーを使い果たしてしまい、ギグルスはユーモア・モンスターに突然変異を起こしてしまう。モンスターは最後、ミランダの特大ケーキに騙されて吹っ飛んだ。 |         |                                  |               |
| 31 | G3-05   | Springtime for the Iguana        | 10月14日      |
| 32 | G3-06   | CasaBonkers                      | 10月15日      |
| 33 | G1-02   | Tokyo Bonkers                    | 10月18日      |
| ミランダとボンカーズがZ-Botをトゥーン警察本部に届けていたが、それをニンジャ・キティーズに取られて大騒ぎ。ミランダと東京の警視庁は、急いでZ-Botの足場を追跡するも捕まってしまう。しかし、正義の味方であるボンカーズが助けに駆け付け、Z-botにトラップを掛け、捕獲した。                                                                              |         |                                  |               |
| 34 | G3-07   | Love Stuck                       | 10月19日      |
| 35 | G1-06   | When the Spirit Moves You        | 10月20日      |
| 36 | G3-08   | Of Mice and Menace               | 10月21日      |
| 37 | G1-09   | Toon for a Day                   | 10月22日      |
| 38 | G1-03   | The Stork Exchange               | 10月25日      |
| リリス・デュプラヴは、盗まれた武器を外国に密輸するために、トゥーン部へ赤ちゃんを運ぶコウノトリを誘拐する作戦に出る。 |         |                                  |               |
| 39 | G3-09   | Dog Day AfterToon                | 10月26日      |
| 40 | G1-07   | Fistful of Anvils                | 10月27日      |
| 41 | G3-10   | The 29th Page                    | 10月28日      |
| 42 | G3-11   | Cartoon Cornered                 | 10月29日      |
| 43 | G4-01   | The Good, the Bad, & the Kanifky | 11月1日       |
| 44 | G4-02   | I Oughta Be in Toons             | 11月2日       |
| 45 | G4-03   | Frame That Toon                  | 11月3日       |
| 46 | G4-04   | A Wooly Bully                    | 11月4日       |
| 47 | G4-05   | Stay Tooned                      | 11月5日       |
| 48 | 短編集2 | O Cartoon! My Cartoon!           | 11月10日      |
| 49 | G4-06   | Color Me Piquel                  | 11月11日      |
| 50 | G4-07   | Stand-In Dad                     | 11月12日      |
| 51 | G4-08   | Cereal Surreal                   | 11月15日      |
| 52 | 短編集3 | If                               | 11月16日      |
| 53 | G4-09   | The Dimming                      | 11月17日      |
| 54 | G4-10   | Toon with No Name                | 11月18日      |
| 55 | G4-11   | Get Wacky                        | 11月19日      |
| 56 | G4-12   | The Final Review                 | 11月22日      |
| 57 | 短編集4 | Goldijitters and the 3 Bobcats   | 11月24日      |
| 58 | G4-13   | Seems Like Old Toons             | 11月26日      |
| 59 | G4-14   | Miracle at the 34th Precinct     | 11月27日      |
| 60 | G4-15   | Comeback Kid                     | 11月29日      |
| 61 | G4-16   | The Greatest Story Never Told    | 1994年 2月7日 |
| 62 | G4-17   | Fall Apart Land                  | 2月9日        |
| 63 | G4-18   | Imagine That                     | 2月14日       |
| 64 | G4-19   | A Fine Kettle of Toons           | 2月17日       |
| 65 | G4-20   | Stressed to Kill                 | 2月23日       |

## その他
- アラジンの大冒険

「ジーニーはエンターテイナー」というエピソードの劇中にジーニーがボンカーズに変身する場面が描かれている。
- ミステリー・グースバンプス

「幽霊のピアノレッスン」というエピソードで本作に関する話題が取り上げられている。
- ダックテイルズ

「危険が俺を呼んでるぜ!」というエピソードにボンカーズがカメオ出演。
- チップとデールの大作戦 レスキュー・レンジャーズ

劇中でボンカーズがカメオ出演。

## ゲーム
カプコンから『ボンカーズ ハリウッド大作戦!』のタイトルでスーパーファミコン用ゲームソフトがアメリカで1994年12月15日に発売された。テレビアニメが未放送の日本でも1995年1月3日に発売されている。

### ストーリー
トゥーン・ミュージアムから3つの秘宝が盗まれる事件が発生しボンカーズは捜査に乗り出すが、行動を共にしていたラッキー・ピクエルが負傷してしまったため単独での捜査に切り替える。

### スタッフ
- サウンドデザイナー - 富樫則彦
- 制作 - CAPCOM
- 著作 - ディズニー